# Георги Тишков
Георги Тишков (1945 - 2008) е български скулптор.

## Биография
Георги Тишков, известен като Тишката,  е роден на 15 декември 1945 г. във Враца.
През 1972 година завършва Висшия институт за изобразително изкуство „Николай Павлович“ в София, със специалност скулптура. Член е на Съюза на българските художници. Участвал е в редица български и международни симпозиуми по скулптура. Открива първата си самостоятелна изложба в София през 1981 г., втора през 1996 г.
Сред най-известните му творби са: барелеф на Стефан Караджа, поставен пред сградата на Българска народна банка в София, паметник на Кирил и Методий в Роман, фонтан във Враца, паметника на дядо Йоцо в Очиндол, барелеф на Иванчо Младенов.
Умира на 6 април 2008 г. 